# Marie Hoheisel
Marie Hoheisel, geborene Perzina (* 16. Juni 1873 in Reichenberg; † 5. März 1947 in Wien), war eine österreichische Frauenrechtlerin.

## Leben
Die Tochter von Julius Perzina und Emmi (geborene Ehrlich von Treuenstätt) wuchs in Wien auf und besuchte bis 1892 eine Lehrerinnenbildungsanstalt. Nach der Heirat mit dem Postbeamten Konrad Hoheisel lebte das Paar zunächst in Triest und Linz. 1910 zog die Familie nach der Versetzung ihres Mannes nach Wien zurück. In dieser Zeit kamen die Kinder Konrad und Emmi zur Welt.
Hoheisel begann in Linz ihr Engagement für bessere Lebensbedingungen der Frau. In Wien setzte sie ab 1926, gefördert durch Marianne Hainisch, ihr Wirken für die Einführung eines Muttertages fort. 1928 wurde sie Vorsitzende des Österreichischen Muttertagskomitees und übernahm drei Jahre später auch den Vorsitz des Bundes Österreichischer Frauenvereine. 1934 wurde Hoheisel in den Hauptausschuss des Frauen-Notdienstes gewählt. Weiterhin wirkte sie aktiv in der Konsumentenliga mit.
Nach dem Anschluss Österreichs an das Deutsche Reich und der Zerschlagung des Vereinswesen im Jahre 1938 wurde ihr gesellschaftliches Wirken beendet.